# 复兴3型电力机车
复兴3型电力机车（原名和諧3G型電力機車）是中車大連機車車輛為中国铁路生產的八軸交流傳動客用電力機車，亦是繼Re465及FXD1機車後，在國鐵系統內營運的第三款200公里級別電力機車。首兩組試製機車於2016年出廠，經測試後已於2017年10月22日於蘭新客運專線上投入服務。本型機車單軸功率為1400kW，整車裝車功率11200kW，與同期研發的FXD1大致相似，並同屬中國大陸目前最大功率快速電力機車之一。與株機及大同廠生產的HXD1G（现已更名为复兴1型电力机车）及HXD2G不同，本型機車的牽引及輔助供電系統全面採用日本東芝公司技術，但相關產品仍在中國境內的合營公司生產。其昵称为包公。

## 发展历史
- 2012年12月，国铁开展时速200公里电力机车研发项目，北车大连开始研制本型机车。[5]
- 2016年4月17日，第一辆HXD3G机车正式下线，並送抵北京环行铁道进行形式测试。[6]及後，此等機車在單機測試中時速達到241km/h，打破SS8創下的中國機車速度紀錄[7]。
- 2017年5月，兩辆试制HXD3G机车开始在京九铁路等地进行动态测试，负责牽引行包列车。
- 2017年10月22日，HXD3G与HXD1G同步在兰新客运专线投入服务[8]。
- 2018年5月28日，第一輛HXD3G經由北京鐵路樞紐，返回大連機車車輛進行拆解分析；原來由HXD1G或HXD3G擔當的列車交路暫時恢復由HXD1D（雙機）代替。
- 2018年11月28日，HXD3G型电力机车获得由国家铁路局颁发的型号合格证和制造许可证，取得批量生产条件和商业运营资格。
- 2018年12月12日，HXD3G型电力机车原型车更名为复兴FXD3型电力机车。
- 2019年5月1日，FXD3原型機車以甲種運送方式，由HXD2B-0449送返蘭州西機務段，繼續在兰新客运专线提供服務。2019年7月起，该型机车与FXD1型机车共同担当Z41/42次列车和Z105/106次列车兰州-乌鲁木齐区间牵引任务[9][10]。

## 衍生型

### 复兴3型动力集中动车组动力车
复兴3型动力集中动车组动力车（车号为FXD3-Jxxxx）是基于复兴3型电力机车平台研制的用于CR200J型动力集中式动车组的动力车，单机功率5600KW，为双节重联的复兴3型电力机车的一半。此型号的动力车仅可供CR200J型动车组编组使用，可根据编组需要，单机或前后双机编入8节/16节/18节的25T型拖车中。

## 參见
- 中国电力机车列表
- 和谐3型电力机车
- 和谐1G型电力机车
- 和谐2G型电力机车
- 复兴号CR200J型电力动车组：其机车部分设计来自本型机车